# Epoca degli Sturlungar
L'Epoca degli Sturlungar (in islandese Sturlungaöld) fu un periodo di 42-44 anni di lotte interne nell'Islanda del XIII secolo; è stato probabilmente il più violento e sanguinoso periodo della storia dell'Islanda. Gli eventi di questi anni sono raccontati nella Sturlunga saga.

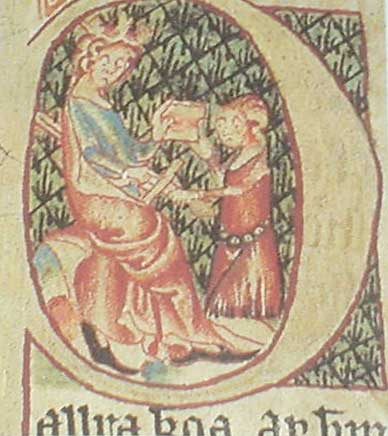
Un uomo giura fedeltà al re di Norvegia, dal manoscritto dello Skarðsbók.

L'Epoca degli Sturlungar è segnato dai conflitti tra i più potenti capi islandesi, i goðar, che raccoglievano seguaci e si davano battaglia, ed è così chiamata dal nome del clan islandese più potente del tempo, gli Sturlungar; alla fine di quest'epoca lo Stato libero d'Islanda cessò di esistere, e l'Islanda divenne vassalla della Norvegia.
Gli storici generalmente indicano il 1220 come il primo anno dell'Epoca degli Sturlungar, sebbene alcuni preferiscano invece una data precedente a causa della Battaglia di Víðines. Il potere sull'isola si era allora concentrato nelle mani di pochi clan. Essi erano:
- Gli Haukdælir, di Árnesþing;
- Gli Oddaverjar, di Rangárþing;
- Gli Ásbirningar, di Skagafjörður;
- I Vatnsfirðingar di Ísafjörður;
- Gli Svínfellingar, dell'Austurland;
- Gli Sturlungar, di Hvammur.

A quei tempi il re di Norvegia, Haakon IV, stava tentando di estendere la propria influenza sull'Islanda. Molti capi islandesi erano diventati suoi vassalli ed erano obbligati ad eseguire i suoi ordini, ricevendo in cambio doni, seguaci e rispetto; di conseguenza, i più grandi goðar islandesi erano tutti affiliati con il re di Norvegia in un modo o nell'altro.

## I goðar
Per comprendere pienamente la politica dell'Islanda del XIII secolo, bisogna osservare il peculiare ordinamento politico dello Stato libero d'Islanda. Il potere era per la maggior parte nelle mani dei goðar (singolare goði), i capi locali, e l'isola era in pratica divisa in quattro quarti (nord, sud, est e ovest): ognuno di questi quarti ospitava nove goðorð (sorta di clan, ognuno guidato da un goði), tranne quello settentrionale che per le sue vaste dimensioni ne ospitava dodici. In totale vi erano 39 goðorð.
I goðar proteggevano i contadini del loro goðorð ed esigevano soddisfazione o vendetta se i diritti dei loro seguaci venivano violati; in cambio, i contadini offrivano sostegno al goði, sia votando in suo favore nell'Alþingi sia (se necessario) combattendo in battaglia contro i suoi nemici.
I poteri del goði sul resto dei membri del goðorð non erano assoluti, né una persona era legata indissolubilmente al suo goðorð, poiché l'appartenenza ad uno di questi gruppi era una scelta individuale. Tuttavia la carica di goði non era elettiva (anche se era bene per un capo avere il consenso dei propri seguaci, mostrando spesso le sue qualità di leader): essa era infatti una proprietà del goði stesso, ed era spesso ereditata dal goði successivo, o talvolta comprata, o addirittura prestata e condivisa.
I capi più importanti del XII e XIII secolo cominciarono ad ammassare grandi ricchezze, ed in seguito anche ad occupare territori (sebbene il goðorð non fosse stato in precedenza un'entità territoriale): questa fu probabilmente una delle cause della guerra civile che sarebbe sorta di lì a poco.

## Avvenimenti

### Snorri torna a casa
L'Epoca degli Sturlungar cominciò nel 1220, quando Snorri Sturluson, capo del clan degli Sturlungar ed uno dei più grandi scrittori di saghe della letteratura islandese (fu autore dell'Edda), divenne vassallo di re Haakon IV di Norvegia. Il re insistette perché Snorri lo aiutasse a condurre l'Islanda sotto il dominio della Norvegia; Snorri tornò a casa ma, sebbene fosse presto divenuto il capo più potente del paese, fece molto poco per soddisfare il volere del re.
Nel 1235 anche il nipote di Snorri, Sturla Sighvatsson, accettò di diventare vassallo del re. Sturla fu più aggressivo: spedì suo zio Snorri in Norvegia e cominciò a combattere i capi che rifiutavano di seguire gli ordini del re; tuttavia Sturla e suo padre Sighvatr furono pesantemente sconfitti da Gissur Þorvaldsson, capo degli Haukdælir, e da Kolbeinn il Giovane, capo degli Ásbirningar, ad Örlygsstaðir nello Skagafjörður. La Battaglia di Örlygsstaðir fu la più grande battaglia di tutta la storia islandese: gli Sturlungar di Sturla avevano 1000 uomini, mentre gli Ásbirningar di Kolbeinn ne avevano 1200; più di 50 persone furono uccise. Dopo la battaglia, Gissur e Kolbeinn divennero i capi più potenti dell'isola.
Snorri Sturluson tornò in Islanda dopo aver perso il favore del re per aver appoggiato lo jarl Skúli in un tentativo di colpo di stato. Gissur Þorvaldsson, anch'egli vassallo del re norvegese, ricevette l'ordine di uccidere Snorri, e nel 1241 Gissur si recò con molti uomini a casa sua e lo assassinò.

### Þórður kakali

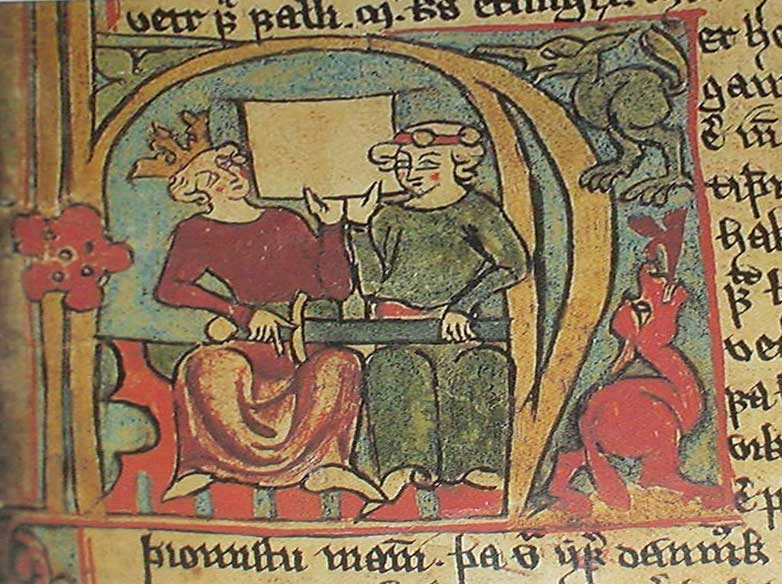
Miniatura di re Haakon IV di Norvegia e suo figlio Magnus, dal Flateyjarbók.

L'anno dopo, Þórður kakali Sighvatsson (il soprannome kakali probabilmente significa "il Balbuziente"), figlio di Sighvatr, ritornò in Islanda dall'estero chiedendo vendetta per la caduta di suo padre e di suo fratello Sturla nella Battaglia di Örlygsstaðir, e rivelandosi presto un leader formidabile. Quattro anni dopo, il dominio degli Ásbirningar era in pratica terminato dopo le loro feroci battaglie con Þórður: sia la Flóabardagi ("Battaglia del Golfo", 1244, l'unica battaglia navale della storia con Islandesi da entrambe le parti) che la Battaglia di Haugsnes (1246, la più sanguinosa della storia islandese con circa 110 morti) ebbero luogo in questo periodo.
Þórður kakali e Gissur Þorvaldsson tuttavia non combatterono l'uno contro l'altro: entrambi infatti erano vassalli del re di Norvegia, così vi si appellarono. Il re decise in favore di Þórður, e dal 1247 al 1250 questi governò l'Islanda praticamente da solo; morì in Norvegia sei anni più tardi.

### Fine dello Stato libero d'Islanda
Nel 1252 il re rispedì Gissur in Islanda. I seguaci di Þórður kakali non apprezzarono il suo ritorno e tentarono senza successo di ucciderlo dando fuoco alla sua residenza a Flugumýri nello Skagafjörður: questo attentato è noto come Flugumýrarbrenna; nonostante il suo potere e la sua influenza, Gissur non fu capace di identificare il capo degli attentatori e fu costretto nel 1254 a tornare in Norvegia ad affrontare il re, scontento per il suo fallimento nel porre l'Islanda sotto il controllo della corona norvegese.
Conflitti minori proseguirono in Islanda; nel frattempo, a Gissur fu assegnato il titolo di jarl e fu rispedito indietro sull'isola a negoziare per il re. Tuttavia, solo quando Haakon IV mandò nel paese anche il suo speciale emissario, Hallvarður gullskór, gli Islandesi accettarono finalmente la sovranità norvegese. Lo Stato libero d'Islanda cessò di esistere con la firma del Gamli sáttmáli ("Vecchio Patto") nel 1264.